# Kirineri
Die Kirineri sind eine südamerikanische Ethnie bzw. ein isoliertes Volk der Arawak im tropischen Regenwald Südost-Perus. 
Das Siedlungsgebiet der Kirineri befindet sich irgendwo am Oberlauf des Rio Paquiria, einem Nebenfluss des Urubamba im Reservat für Völker mit freiwilliger Isolierung oder Anfangskontakten Kugapakori, Nahua, Nanti y Otros.
Nach den wenigen vorliegenden Berichten erinnert ihre Sprache an die Machiguenga. Ihr physisches Erscheinungsbild wird jedoch vollkommen anders beschrieben als das typischer Regenwaldindianer: Sie sind hochgewachsen und bärtig.